# Pierre-Michel Dudouyt
Pour les articles homonymes, voir Dudouyt.
Pierre-Michel Dudouyt, né le 5 octobre 1798 à Coutances (Manche) et mort le 3 mars 1859 à Coutances, est un homme politique français.

## Biographie
Avocat à Coutances, il est commandant de la Garde nationale. Il est député de la Manche de 1848 à 1849, siégeant à l'Assemblée nationale avec la gauche modérée. 
Il s'oppose à la politique de Louis Napoléon et s'investit notamment contre la proposition Jean-Pierre Rateau. 
Il reprend sa profession d'avocat après le Coup d'État de 1851, toujours à Coutances. 